# Liste berühmter Dramatiker
Berühmte Dramatiker sind solche, deren Stücke in mehreren Sprachen übersetzt und/oder in mehreren Generationen aufgeführt werden.
Siehe auch:
- Liste deutschsprachiger Dramatiker
- Liste englischer Dramatiker
- Liste irischer Dramatiker
- Liste ungarischer Dramatiker
- Liste von Dramatikerinnen

## A
- Herbert Achternbusch (1938–2022), DE
- Arthur Adamov (1908–1970), FR
- Aischylos (Αἰσχύλος), oder Aeschylos, Äschylos, Æschylos (525–456 v. Chr.), GR
- Ilse Aichinger (1921–2016), AT
- Étienne Aignan (1773–1824), FR
- Edward Albee (1928–2016), US
- Johann Georg Albini der Jüngere (1659–1714), DE
- Ludwig Anzengruber (1839–1889), AT
- Hans Christian Andersen (1805–1875), DK
- Guillaume Apollinaire (1880–1918), FR
- John Arden (1930–2012), GB
- Aristophanes (446–385), GR
- Fernando Arrabal (* 1932), ES
- Antonin Artaud (1896–1948), FR
- David Auburn (* 1969), US
- Nicolaus von Avancini (1611–1686), IT
- Alan Ayckbourn (* 1939), GB

## B
- Ingeborg Bachmann (1926–1973), AT
- Jakob Balde (1604–1668), DE
- Pierre Barillet (1923–2019), FR
- Howard Barker (* 1946), GB
- Ernst Barlach (1870–1938), DE
- Peter Barnes (1931–2004), GB
- J. M. Barrie (1860–1937), GB
- Philip Barry (1896–1949), US
- Gabriel Barylli (* 1957), AT
- Wolfgang Bauer (1941–2005), AT
- Terry Baum (* 1946), US
- Pierre Beaumarchais (1732–1799), FR
- Francis Beaumont (1584–1616), GB
- Ulrich Becher (1910–1990), DE
- Jurek Becker (1937–1997), DE
- Jürgen Becker (1932–2024), DE
- Samuel Beckett (1906–1989), IE
- Max Beckmann (1884–1950), DE
- Brendan Behan (1923–1964), IE
- Oleksandr Bejderman (* 1949), UA
- David Belasco (1853–1931), US
- Gottfried Benn (1886–1956), DE
- Ugo Betti (1892–1953), IT
- Jakob Bidermann (1578–1639), DE
- August Theodor Blanche (1811–1868)
- Augusto Boal (1931–2009), BR
- Eric Bogosian (* 1953), US
- Robert Bolt (1924–1995), GB
- Guy Bolton (1884–1979), US
- Wolfgang Borchert (1921–1947), DE
- Dion Boucicault (1820–1890)
- John Bowen (1924–2019), GB
- Thomas Brasch (1945–2001), DE
- Volker Braun (* 1939), DE
- Bertolt Brecht (1898–1956), DE
- Hermann Broch (1886–1951), AT
- Ferdinand Bruckner (1891–1958), AT
- Christine Brückner (1921–1996), DE
- Caspar Brülow (1585–1627), DE
- Alfred Brust (1891–1934), DE
- Georg Büchner (1813–1837), DE
- Oliver Bukowski (* 1961), DE
- Abe Burrows (1910–1985), US
- Henry James Byron (1835–1884), GB

## C
- Vojtěch Cach (1914–1980)
- Caecilius Statius (220–168 v. Chr.), röm.
- Daniel Call (* 1967)
- Franz Callenbach (1663–1743)
- Elias Canetti (1905–1994)
- Veza Canetti (1897–1963)
- Cao Yu (1910–1996)
- Karel Čapek (1890–1938)
- Ion Luca Caragiale (1852–1912)
- Paul Vincent Carroll (1900–1968)
- George Chapman (1559–1634)
- Klaus Chatten (* 1963)
- Andrew Cherry (1762–1812), IE
- Chikamatsu Monzaemon (1653–1725)
- Agatha Christie (1890–1976)
- Caryl Churchill (* 1938)
- Jean Cocteau (1889–1963)
- Pierre Corneille (1606–1684)
- Thomas Corneille (1625–1709)
- Georges Courteline (1858–1929)
- Noël Coward (1899–1973)
- Mart Crowley (1935–2020)
- Johann Paul Crusius (1588–1629)
- Nilo Cruz (* 1960)

## D
- Thomas Dekker
- Ariel Dorfman
- Tankred Dorst
- Alexandre Dumas d. J. (1824–1895)
- Nell Dunn (* 1936), GB
- Christopher Durang
- Friedrich Dürrenmatt
- Charles Dyer

## E
- José Echegaray (1832–1916), ES
- David Edgar
- Günter Eich
- T. S. Eliot, GB
- Gundi Ellert
- Hans Magnus Enzensberger, DE
- Euripides (480 oder 485/84 – 406 v. Chr.), Antike

## F
- Diego Fabbri, IT
- Jan Fabricius, NL
- Rainer Werner Fassbinder, DE
- Charles-Simon Favart, FR
- Jules Feiffer
- Gustave Flaubert (1821–1880), FR
- Ludwig Fels (1946–2021), DE
- Leandro Fernández de Moratín
- Nathan Field (1587–1620), GB
- Friedrich Hermann Flayder
- Marieluise Fleisser
- John Fletcher
- Dario Fo (1926–2016), IT
- Horton Foote
- Hans Heinrich Formann
- Jon Fosse, NO
- Michael Frayn
- David French, CA
- Gustav Freytag
- Erich Fried
- Brian Friel
- Max Frisch
- Franz Fühmann (1922–1984), DD
- Athol Fugard (1932–2025), ZA

## G
- John Galsworthy (1867–1933)
- Federico García Lorca (1898–1936)
- Armand Gatti (1924–2017)
- Jean Genet (1910–1986)
- Katharina Gericke (* 1966)
- David Gieselmann (* 1972)
- William Schwenck Gilbert (1836–1911)
- Jean Giraudoux (1882–1944)
- John Godber (* 1956)
- Reinhard Goering (1887–1936)
- Johann Wolfgang von Goethe (1749–1832)
- Carlo Goldoni (1707–1793)
- Yvan Goll (1891–1950)
- Olympe de Gouges (1748–1793)
- Christian Dietrich Grabbe (1801–1836)
- Harley Granville-Barker (1877–1946)
- Jörg Graser (* 1951)
- Günter Grass (1927–2015)
- Simon Gray (1936–2008)
- Isabella Augusta Gregory (1852–1932)
- Alexander Sergejewitsch Gribojedow (1795–1829)
- Trevor Griffiths (1935–2024)
- Franz Grillparzer (1791–1872)
- Andreas Gryphius (1616–1664)
- Sacha Guitry (1885–1957)
- Albert Ramsdell Gurney (1930–2017)
- Karl Gutzkow (1811–1878)

## H
- Peter Hacks
- Max Halbe
- Johann Christian Hallmann
- Peter Handke
- Lorraine Hansberry
- Ernst Hardt
- David Hare
- Walter Hasenclever
- August Adolph von Haugwitz
- Carl Hauptmann
- Gerhart Hauptmann
- Horst Hawemann
- Friedrich Hebbel
- David Elias Heidenreich
- Herman Heijermans
- Christoph Hein
- Lillian Hellman
- Heinrich Henkel
- Günter Herburger
- Rudolf Herfurtner
- Wolfgang Hildesheimer
- Prince Hoare d. J. (1755–1834), GB
- Rolf Hochhuth
- Fritz Hochwälder
- Hugo von Hofmannsthal
- Ludvig Holberg (1684–1754)
- Ödön von Horváth
- Sidney Howard
- Dusty Hughes (* 1947), GB
- David Henry Hwang

## I
- Henrik Ibsen (1828–1906), NO
- William Inge (1913–1973), US
- Eugène Ionesco (1909–1994), FR/RO
- Jean-Claude van Itallie (1936–2021), US
- David Ives (* 1950), US

## J
- Günter Jankowiak
- Alfred Jarry (1873–1907), FR
- Elfriede Jelinek (* 1946), AT
- Douglas William Jerrold (1803–1857), GB
- Denis Johnston
- Thomas Jonigk
- Ben Jonson (1572–1637), GB

## K
- Georg Kaiser
- Sarah Kane
- Manfred Karge
- George S. Kaufman
- John B. Keane
- Bernhard Kellermann
- Joseph Kesselring
- Thomas Kilroy
- Heinar Kipphardt
- Harald Kislinger
- Heinrich von Kleist
- Friedrich Maximilian Klinger
- Václav Kliment Klicpera
- Alexander Kluge
- Theodor von Kobbe
- Thomas Köck
- Oskar Kokoschka
- Bernard-Marie Koltès
- August von Kotzebue
- Franz Kranewitter
- Karl Kraus
- Helmut Krausser
- Margret Kreidl
- Franz Xaver Kroetz
- Nestor Kukolnik
- Tony Kushner
- Fitzgerald Kusz
- Thomas Kyd

## L
- Neil LaBute
- Anna Langhoff
- Else Lasker-Schüler
- Carl Laszlo
- Rolf Lauckner
- Johann Anton Leisewitz
- Jakob Michael Reinhold Lenz
- Gotthold Ephraim Lessing
- Reinhard Lettau
- Nell Leyshon
- Henry Livings (1929–1998), GB
- Daniel Caspar von Lohenstein
- Dea Loher
- Gerd Hergen Lübben
- Craig Lucas
- Charles Ludlam
- Otto Ludwig
- Arne Lygre

## M
- Michael MacLennan (* 1968), CA
- Wladimir Majakowski (1893–1930)
- David Mamet
- Klaus Mann
- Andreas Marber
- Pierre de Marivaux (1688–1763)
- Christopher Marlowe (1564–1593)
- John Phillips Marquand (1893–1960)
- Christian Martin (* 1950)
- Reinhold Massag
- William Somerset Maugham (1874–1965)
- Marius von Mayenburg
- Martin McDonagh
- Terrence McNally
- Charles L. Mee
- Menander
- David Mercer (1928–1980), GB
- Thomas Middleton
- Arthur Miller (1915–2005)
- Felix Mitterer
- Johann Sebastian Mitternacht (1613–1679)
- Molière (1622–1673)
- M. J. Molloy (1914–1994), IE
- John Mortimer
- Harald Mueller
- Karl Otto Mühl
- Elfriede Müller
- Heiner Müller
- Kaj Munk, DK
- Robert Musil

## N
- Johann Nestroy
- Peter Nichols (1927–2019), GB
- Lars Norén (1944–2021), SE
- Marsha Norman

## O
- René de Obaldia (1918–2022)
- Seán O’Casey (1880–1964)
- Clifford Odets
- Eugene O’Neill (1888–1953)
- Joe Orton (1933–1967)
- John James Osborne
- Albert Ostermaier
- Alexander Nikolajewitsch Ostrowski (1823–1886)

## P
- Suzan-Lori Parks
- Angelo Parra
- Helmut Peschina
- Carlo Pietzner
- Arthur Wing Pinero
- Winsome Pinnock
- Harold Pinter (1930–2008)
- Luigi Pirandello, It.
- Plautus, Antike (254–184 v. Chr.)
- Ulrich Plenzdorf, DD/DE
- Klaus Pohl
- Alf Poss
- Johann Ludwig Prasch
- Peter Preses
- J. B. Priestley (1894–1984)
- Publilius Syrus, Antike

## R
- Jean Racine (1639–1699)
- Ferdinand Raimund
- Terence Rattigan
- Paul Rebhun
- Gerlind Reinshagen
- Erwin Riess
- Rainer Maria Rilke
- Moritz Rinke
- Ludwig Robert
- Lennox Robinson
- Michaela Ronzoni
- Jack Rosenthal
- Roswitha von Gandersheim
- Friederike Roth
- Hans Rothe
- Eugen Ruge
- Willy Russell

## S
- Hans Sachs (1494–1576), DE
- Nelly Sachs
- Victorien Sardou
- William Saroyan
- Jean-Paul Sartre (1905–1980), FR
- Michail Schatrow
- Georges Schehadé
- Friedrich Schiller
- Roland Schimmelpfennig
- Einar Schleef
- Johannes E. Schlegel
- Horst Schloetelburg
- Arthur Schnitzler
- Manuel Schöbel
- Karl Schoenherr
- Lothar Schreyer
- Stefan Schütz
- Werner Schwab
- Brigitte Schwaiger
- Robert Schenkkan
- Georg Seidel
- Anthony Shaffer
- Peter Shaffer (1926–2016), GB
- William Shakespeare (1564–1616), GB
- John Patrick Shanley
- George Bernard Shaw (1856–1950), IE
- Rob Shearman
- Sam Shepard (1943–2017), US
- Richard Brinsley Sheridan
- Robert E. Sherwood
- George Shiels
- Larry Shue
- Neil Simon (1927–2018), US
- Geoffrey Skelton
- Anna Deavere Smith
- Sophokles (497/96–406/05 v. Chr.), GR
- Reinhard Sorge
- Wole Soyinka
- Wolfhart Spangenberg (1567–1636?), DE
- Kerstin Specht
- Martin Sperr
- Ginka Steinwachs
- Carl Sternheim
- Nis-Momme Stockmann
- Tom Stoppard
- David Storey
- Rudi Strahl
- August Stramm
- Botho Strauß, DE
- Marlene Streeruwitz
- August Strindberg
- Thomas Strittmatter (1961–1995), DE
- Preston Sturges
- Patrick Süskind (* 1949), DE
- Bernhard Studlar (* 1972), AT
- Alfred Sutro
- Erwin Sylvanus
- John Millington Synge
- Gerald Szyszkowitz (* 1938), AT

## T
- George Tabori
- Jean Tardieu
- Henry Taylor
- Terentius, Antike
- Tian Han
- Ludwig Tieck, DE
- Ernst Toller
- Colorado Tolston
- Anton Tschechow (1860–1904)
- Kurt Tucholsky, DE
- Peter Turrini

## U
- Nicholas Udall
- Rodolfo Usigli

## V
- Ramón María del Valle-Inclán (1866–1936), ES
- John Vanbrugh
- Paula Vogel

## W
- Friedrich Karl Waechter, DE
- Heinrich Leopold Wagner (1747–1779), DE
- Richard Wagner (1813–1883), DE
- Naomi Wallace (* 1960), US
- Martin Walser (1927–2023), DE
- Robert Walser (1878–1956), DE/CH
- Theresia Walser (* 1967), DE
- Wendy Wasserstein (1950–2006), US
- Keith Waterhouse
- John Webster (um 1579–um 1634), GB
- Frank Wedekind (1864–1918), DE
- Peter Weiss (1916–1982), DE/SE
- Theodor Weißenborn (1933–2021), DE
- Nikolaus Welter (1871–1951), LU
- Franz Werfel (1890–1945), AT
- Timberlake Wertenbaker, US/GB
- Arnold Wesker (1932–2016), GB
- John Whiting (1917–1963), GB
- Urs Widmer (1938–2014), CH
- Hubert Wiedfeld (1937–2013), DE
- Adolf von Wilbrandt (1837–1911), DE
- Oscar Wilde (1854–1900), IE
- Thornton Wilder (1897–1975), US
- Emlyn Williams (1905–1987), GB
- Tennessee Williams (1911–1983), US
- August Wilson (1945–2005), US
- Lanford Wilson (1937–2011), US
- Stanisław Ignacy Witkiewicz (1885–1939), PL
- Elizabeth Wong (* 1958), US
- William Wycherley (1640–1716), GB

## Y
- William Butler Yeats (1865–1939)

## Z
- Ingeborg von Zadow
- José Zorrilla y Moral
- Matthias Zschokke
- Carl Zuckmayer
- Stefan Zweig (1881–1942)